# Anteu
Antaeus sau Anteu (în greacă veche Ανταίος) era un gigant din Libia, fiul lui Poseidon și al Gheei. Acesta era de neînvins câtă vreme rămânea cu picioarele pe pământ, prin care mama sa îi insufla forța vitală. Ca să-l poată înfrânge, Heracle l-a ridicat în aer și l-a sugrumat.